# Progèria
La progèria (del grec πρό, pro, "abans" i γηρας, geras, "vellesa"), o síndrome de Hutchinson-Gilford és una alteració genètica que afecta la infantesa i que es caracteritza per un envelliment brusc que acaba provocant una mort prematura. És molt poc freqüent (s'estima que afecta a un de cada 20 milions de nadons).

## Història
La progèria va ser descrita per primera vegada el 1886 per Jonathan Hutchinson. També va ser descrida independentment el 1904 per Hastings Gilford. La malaltia es va anomenar posteriorment síndrome de Hutchinson-Gilford.
El 2011 dos equips van descobrir el gen que provoca la progèria. Es tracta d'un gen anomenat LMNA, que és el responsable de la producció d'unes proteïnes encarregades de cobrir la capa exterior de les cèl·lules. L'absència d'aquestes proteïnes és la responsable de la mort prematura de les cèl·lules. El mateix any, investigadors del Centre de Medicina Regenerativa de Barcelona, en col·laboració amb el Salk Institute de Califòrnia, van aconseguir rejovenir el nucli d'una cèl·lula de pacients afectats de progèria.

## Simptomatologia
Els infants amb progèria solen desenvolupar els primers símptomes durant els primers mesos de vida. Els primers símptomes poden incloure dificultat en el desenvolupament i una afecció de la pell localitzada semblant a l'esclerodèrmia, un enduriment de la pell al tronc i a les extremitats del cos. A mesura que passa el temps, es manifesten afeccions addicionals, generalment al voltant dels 18-24 mesos.
La progèria causa creixement limitat, alopècia de tot el cos i un aspecte distintiu, una cara petita amb una mandíbula rebaixada poc profunda i un nas pinçat. Les persones diagnosticades d’aquest trastorn solen tenir cossos petits i fràgils, com si fossin vells. El cap sol ser gran en relació al cos, amb una cara estreta i arrugada i un nas amb forma de bec. També destaquen les venes a la zona del cuir cabellut (fet que l’alopècia fa més evident), així com els ulls prominents. Els signes i símptomes d’aquesta malaltia progressiva tendeixen a ser més marcats a mesura que l'infant envelleix. Més endavant, la malaltia pot provocar arrugues de la pell, insuficiència renal, pèrdua de vista i ateroesclerosi, així com altres problemes cardiovasculars. La degeneració musculoesquelètica provoca pèrdua de greix i múscul corporal, articulacions rígides, luxacions i altres símptomes generalment absents en la població d'edat similar.
La progèria es produeix per mutacions de la làmina A/C les quals generen una laminació alternativa que condueix a la producció d'una proteïna immadura similar a la prelamina A. Les cèl·lules presenten un nucli amb alteracions estructurals (hèrnies i lòbuls així com defectes en l'organització de l'heterocromatina. Molecularment, presenten un defecte en el mecanisme de reparació de l'ADN a conseqüència del trencament de la doble hèlix.
Se n'ha trobat el gen responsable però actualment la progèria no té guariment.

### Característiques clíniques
- Baixa alçada
- Pell seca i rebregada
- Alopècia prematura
- Cabells blancs en la infantesa
- ulls prominents
- Crani de mida gran
- venes cranials sobresortints
- Absència de celles i pestanyes
- Nas gran i amb forma de pic
- Mentó retret
- Problemes cardíacs
- Pit estret, amb costelles marcades
- Extremitats fines
- Estretament de les artèries coronàries
- Articulacions grans i rígides
- Taques en la pell semblants a les de la vellesa pel deficient metabolisme de la melanina
- Presència de malalties degeneratives com l'artritis, pròpies de la vellesa

## Diagnòstic
Es produeixen canvis cutanis, creixement anormal i pèrdua de cabell. Aquests símptomes normalment comencen a aparèixer a l'edat d'un any. Una prova genètica de mutacions LMNA pot confirmar el diagnòstic de progèria. Abans de l’aparició de la prova genètica, el diagnòstic erroni era freqüent.

## Epidemiologia
Un estudi als Països Baixos ha demostrat una incidència d'1 de cada 20 milions de naixements. Segons la Progeria Research Foundation, a setembre de 2020, hi havia 179 casos coneguts al món. La mateixa fundació estima que hi poden haver uns 150 casos més no diagnosticats al món. Des de 1886 s’han documentat de centenars de casos clínicament.
Només hi ha hagut dos casos documentats en què es coneixia que una persona sana portava la mutació LMNA que causa la progèria. Una família de l’Índia va tenir cinc fills amb progèria. La comunitat científica està interessada en aquesta alteració genètica, en part perquè pot revelar pistes sobre el procés normal de l'Envelliment humà.

## Tractament
Només pal·liatius o de prevenció de complicacions (cardiovasculars per exemple). Es fa servir àcid acetilsalicílic en dosis baixes i dietes hipercalòriques. S'ha intentat tractar amb somatotropina (hormona de creixement). Després d'haver descobert el gen implicat s'ha proposat un tractament amb substància anti-cancerígena inhibidora de la farnesyltransferasa (FTIs), amb eficàcia en rates de laboratori.

## Societat i cultura

### Casos notables
El 1987, Mickey Hays, de quinze anys, que tenia progeria, va aparèixer juntament amb Jack Elam al documental I Am Not a Freak. Elam i Hays es van conèixer per primera vegada durant el rodatge de la pel·lícula The Aurora Encounter de 1986, en què Hays va ser escollit com a alien.
El llibre de Harold Kushner de 1978 When Bad Things Happen to Good People, que analitza els conceptes de Deú i el mal, va ser escrit en resposta a la mort del seu fill de 14 anys a causa de progèria.
Margaret Casey, artista independent, va ser una víctima de progèria de 29 anys que es creia que era la supervivent més vella de la malaltia de l'envelliment prematur, va morir el diumenge 26 de maig de 1985.
Sam Berns va ser un activista nord-americà amb la malaltia. La cadena de televisió HBO li va dedicar un documental, Life According to Sam (La vida segons Sam). El 2013 va ser el ponent d'una conferència a TED anomenada My philosophy for a happy life ("La meva filosofia per una vida feliç").
Hayley Okines va ser un pacient anglès de progèria que va donar a conèixer la malaltia.
Rania va ser una víctima de progàèria francesa que va morir el 16 d'octubre de 2020, als 16 anys. Va ser una popular creadora a les plataformes de xarxes socials TikTok, Instagram i YouTube amb 871.000 seguidors a TikTok, 700.000 a Instagram i 320.000 a YouTube.
Leon Botha, el pintor i DJ sud-africà conegut, entre altres coses, pel seu treball amb el duet de hip-hop Die Antwoord, va viure amb progèria.
Es creu que Tiffany Wedekind de Columbus, Ohio, és la supervivent més longeva de progèria, amb 43 anys el 2020.
Alexandra Peraut és una nena catalana amb progèria. Ha inspirat el conte Una nena entre vint milions, escrit pel periodista Quim Miró per donar a conèixer aquesta alteració genètica entre els nens.

### Cultura popular
Potser una de les primeres influències de la progèria en la cultura popular es va produir al conte de 1922 "El curiós cas de Benjamin Button" de F. Scott Fitzgerald (posteriorment adaptat a un llargmetratge el 2008). El personatge principal neix com un home de 70 anys i envelleix cap enrere. Charles Dickens també podria haver descrit un cas de progèria a la família Smallweed de Bleak House, concretament a l'avi i als seus nets, Judy i el seu germà bessó Bart.